# Fritz Steiniger

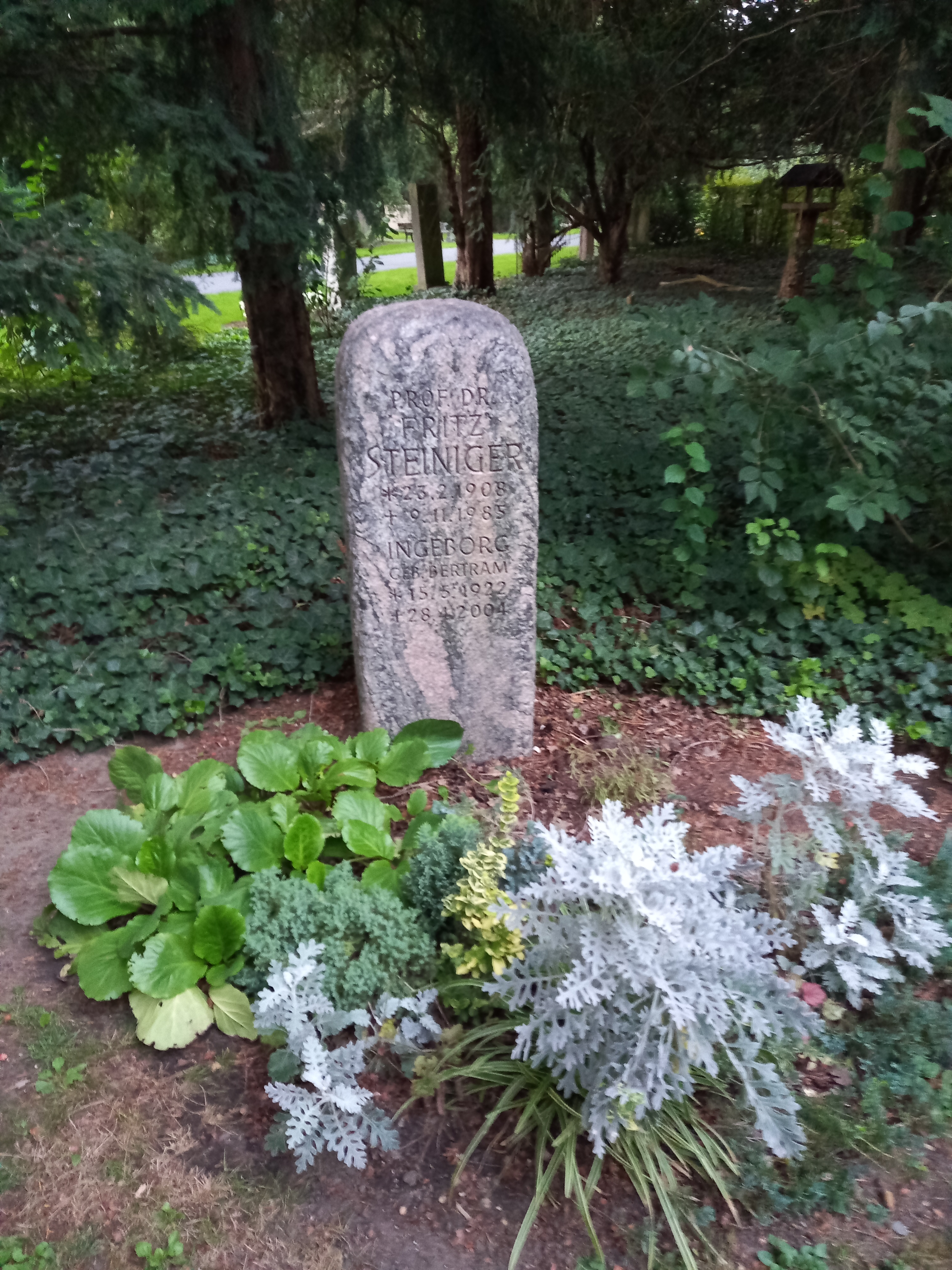
Das Grab von Fritz Steiniger und seiner Ehefrau Ingeborg geborene Bertram auf dem Stadtfriedhof Engesohde in Hannover

Fritz Hermann Steiniger (* 23. Februar 1908 in Aschbuden, Landkreis Elbing; † 9. November 1985 in Hannover) war ein deutscher Erbbiologe, Sozialanthropologe, Ornithologe und Hochschullehrer.

## Leben und Ausbildung
Fritz Hermann Steiniger war Sohn des Bauern Gustav Steiniger und dessen Ehefrau Marie, geborene Thiessen. Er besuchte die Volksschule und wechselte danach auf das humanistische Gymnasium in Elbing. Nach der Reifeprüfung absolvierte er ein Studium der Medizin und Biologie sowie der Fächer Physik, Mathematik, Geografie und Geologie an den Universitäten Königsberg, Greifswald sowie Berlin. Nach Studienabschluss wurde er  im Jahr 1932 in Greifswald zum Dr. phil. promoviert und war dort anschließend als erster Assistent bei Günther Just am Institut für menschliche Erblehre und Eugenik beschäftigt. Er habilitierte sich 1937 bei Just und war danach weiterhin als Privatdozent bei diesem tätig.

## Zeit des Nationalsozialismus, Zweiter Weltkrieg und Professur in Greifswald
Im Zuge der Machtübernahme der Nationalsozialisten trat er 1933 der SA bei, aus der er 1936 wieder ausschied. Im August 1935 trat er in die NSDAP ein und war ab 1936 als Sachbearbeiter im Rassenpolitischen Amt der NSDAP tätig. Des Weiteren war er als Regierungsrat im Reichsgesundheitsamt beschäftigt.
Während des Zweiten Weltkrieges wurde er 1941 zum Zentralarchiv der Wehrmacht in Berlin einberufen. Bald nach Beginn des Deutsch-Sowjetischen Krieges wurde er mit Dienstsitz Riga Referent für Schädlingsbekämpfung und Rassenpolitik beim Verwaltungschef der Zivilverwaltung im Reichskommissariat Ostland (RKO), Leiter des Instituts für medizinische Zoologie in Riga-Kleistenhof und des Anthropologischen Laboratoriums (Kontrolle der Maßnahmen gegen Fleckfieber) der Abteilung Politik im RKO. Er bekleidete den Rang eines Hauptmanns des DRK. Das von Herbert Bernsdorff errichtete Institut in Kleistenhof arbeitete an der Herstellung eines Impfstoffs gegen Fleckfieber. Für die Aufzucht der dafür erforderlichen Läuse wurden jüdische Zwangsarbeiter aus dem Ghetto Riga verpflichtet, die sich täglich von den teilweise mit Fleckfieber infizierten Parasiten beißen lassen mussten. Laut Percy Gurwitz, der den Holocaust als einer der sogenannten „Läusefütterer“ überlebte, habe Steiniger sie gut behandelt und zudem tausende Karaimen durch persönliche intervention vor der Vernichtung bewahrt.
Ab Anfang 1943 stand Steiniger nach Justs Weggang kommissarisch dem Institut für Vererbungswissenschaft der Universität Greifswald vor und hielt drei- bis viermal jährlich konzentriert Vorlesungsperioden. Er wurde in Greifswald noch 1945 zum außerplanmäßigen Professor berufen.

## Nachkriegszeit
Nach Kriegsende baute Steiniger die Hygienisch-Bakteriologischen Untersuchungsämter in Husum und Flensburg auf, deren Leitung er übernahm. Des Weiteren war er an der Fachschule für Schädlingsbekämpfer in Husum tätig und mit der Bekämpfung der autochthonen Malaria in Schleswig-Holstein befasst. Beim Bund für Vogelschutz übernahm er den Vorsitz der Landesgruppe Schleswig-Holstein, die er aufgebaut hatte. Ab 1952 war er am Medizinaluntersuchungsamt in Hannover tätig. Von 1954 bis 1973 führte er Seminare zur „Ökologie der Tiere“ an der Tierärztlichen Hochschule Hannover durch, insbesondere zur Tierpsychologie. Mitte der 1950er Jahre wurde er Direktor der Naturkundeabteilung am Niedersächsischen Landesmuseum Hannover. Zudem stand er dem Institut für Umweltschutz und Sozialanthropologie in Heinsen vor und gehörte dem Landesgesundheitsrat an.
Steiniger war ein Wegbereiter der Natur- und Tierfotografie und im April 1971 Mitbegründer der Gesellschaft Deutscher Tierfotografen (GDT). Nach ihm wurde der Ehrenpreis der GDT benannt.
Seit 1952 war er mit Ingeborg, geborene Bertram, verheiratet. Das Paar bekam eine Tochter.

## Schriften

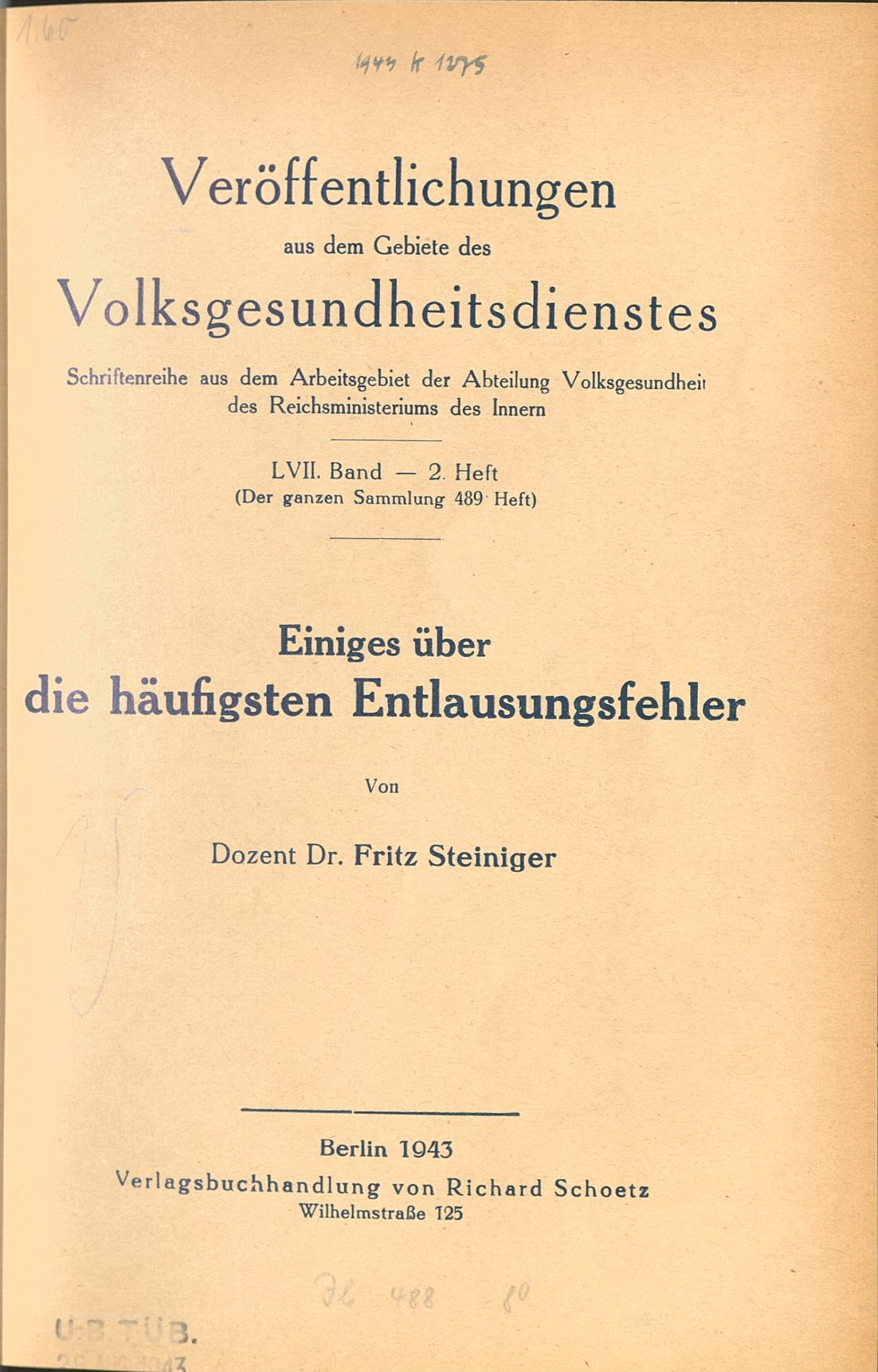
Entlausungsfehler (1943)

- Die Erscheinungen der Katalepsie bei Stabheuschrecken und Wasserläufern , Springer, Berlin 1933 (zugleich Greifswald, Phil. Diss., 1932)
- Volk und Rasse. In: Greifswalder Universitätszeitung vom 10. März 1935.
- Ekelgeschmack und visuelle Anpassung einiger Insekten : (Fütterungsversuche an Vögeln) , Akad. Verlagsges., Leipzig 1937 (zugleich Greifswald, Phil. Hab.-Schr., 1937)
- Warnen und Tarnen im Tierreich: Ein Bildbuch zur Schutzanpassungsfrage, Bermühler, Berlin-Lichterfelde 1938
- Vogelparadies Drausensee: Ein Bildbuch über Vogelleben, Entenjagd u. Fischerei, Grenzlandverl. Boettcher, Schlossberg/Leipzig 1938
- Die Photographie freilebender Tiere: Techn. u. tierpsychol. Erfahrgn. aus d. tierphotogr. Praxis, Nicolaische Verlbh., Berlin 1942
- Die Gefahren der Fliegenplage und ihre Bekämpfung : Fliegen-Merkblatt d. Med.-zool. Inst. d. Reichskommissariats f. d. Ostland, Dt. Verlags- u. Druckerei-Ges. im Ostland, Riga 1942
- Die Entlausung von Pelz- und Wintersachen während des Sommers, Dt. Verlags- u. Druckerei-Ges. im Ostland, Riga 1942
- Einiges über die häufigsten Entlausungsfehler (Aus d. Reichsministerium f. d. besetzten Ostgebiete, Berlin, "Inst. f. medizin. Zoologie", Riga-Kleistenhof), Schoetz, Berlin 1943
- Die behördliche Begutachtung von Rattenbekämpfungsmitteln, Müller, Oldenburg 1946
- Einführung in die praktische Bekämpfung der Haus- und Gesundheitsschädlinge, Schaper, Hannover 1948
- Rattenbiologie und Rattenbekämpfung einschliesslich der Toxikologie gebräuchlicher Rattengifte, Enke, Stuttgart 1952
- Die Photographie freilebender Tiere, Verl. f. Angewandte Wissenschaften, Baden-Baden 1955
- Die grossen Regenpfeifer (Gold-, Kiebitz- und Mornellregenpfeifer), Ziemsen, Wittenberg 1959 (2005 von der Westarp-Wiss.-Verl.-Ges.neu auflegt)
- Mit den Zugvögeln zum Polarkreis, Landbuch-Verl., Hannover 1966
- Die Ratte: Ratten u. Rattenbekämpfung in d. Niederjagd, Deutscher Jagdschutz-Verband e. V.; München-Solln, Bonn 1970
- Reise nach Runde, Kilda-Verlag, Greven 1972
- Lebendes Wasser : Festschr. d. Aquariums in d. Naturkundeabt. d. Niedersächs. Landesmuseums, W. Hansen, Selbstverl., Hannover 1972